# Rosa (valsa)
Rosa é uma valsa-canção composta por Pixinguinha em 1917.
Foi um dos maiores sucessos do compositor, gravada por vários intérpretes, após a interpretação inicial de Orlando Silva. É uma das mais belas canções da história do choro.
Seu título original, segundo o próprio autor, era Evocação, apenas musicada, recebendo letra muito mais tarde. Está registrada em nome de Otávio de Souza, um mecânico que teria segredado ao compositor que tinha uma letra para a música dele, e foi aceita.
Rosa é uma valsa de breque belíssima, mas de interpretação vocal dificílima.

## Letra
A letra de Rosa distingue-se, sendo uma beleza à parte, sobre uma valsa que por si só é bela. Rebuscada, parnasiana e lindíssima. Otávio de Souza foi um compositor de uma música só, uma obra-prima. Conta-se que se apresentou a Pixinguinha para dizer que havia uma letra que não saía de sua cabeça toda vez que ouvia a valsa. Pixinguinha ouviu e ficou maravilhado. Teria escrito em homenagem a uma jovem, irmã de um seu amigo.

## Intérpretes
Pixinguinha a tocou quando ainda não lhe havia posto letra. Chamava-a "Evocação".
Orlando Silva lhe deu uma interpretação genial, que fez com que fosse sucesso quase imediato.
Outros intérpretes se lhe seguiram, entre eles:
- Ademilde Fonseca
- Altamiro Carrilho
- Baden Powell
- Caetano Veloso
- Carlos Malta
- Carlos Poyares
- Dilermando Reis
- Edu da Gaita
- Elizeth Cardoso
- Francisco Petrônio
- Heloísa Fernandes
- Hermeto Paschoal
- Jacob do Bandolim
- Jair Rodrigues
- Laurindo Almeida
- Lúcio Alves
- Paulo Tapajós
- Waldir Azevedo

... e muitos outros.